# Struktur (Geologie)
Der Begriff Struktur wird in der Geologie als Bezeichnung geometrischer Eigenschaften der einzelnen Gesteinsbestandteile verstanden. Dazu gehören relative und absolute Größe sowie die Form der Körner und die Art des Kornverbandes. Die räumliche Anordnung der Komponenten wird dabei nicht beschrieben, diese Eigenschaften werden unter dem Begriff Textur zusammengefasst.

## Eigenschaften der Gesteinsbestandteile

### Kristallinität
Gesteine, deren Minerale direkt aus einer Schmelze oder Lösung kristallisiert sind, haben eine kristalline Struktur (vgl. → Kristallit). Extrem schnell erkaltete (abgeschreckte) vulkanische Gläser ohne Kristalle haben eine hyaline (amorphe) Struktur. Nicht verwendet wird der Begriff Kristallinität bei Sedimentgesteinen, die aus dem Abtragungsschutt anderer Gesteine oder aus Skelettresten von Lebewesen aufgebaut sind. Hingegen ist die Bezeichnung „Korn“ für die kleinsten individuellen Gesteinsbestandteile nicht nur bei Sedimentgesteinen üblich.

### Korngröße
Hierbei wird zwischen der relativen und der absoluten Korngröße unterschieden. Weist die überwiegende Zahl der Minerale die gleiche Korngröße auf, bezeichnet man ein Gestein als gleichkörnig. Bestehen deutliche Unterschiede in der Korngröße, wird ein Gestein als ungleichkörnig bezeichnet. Für ungleichkörnige Gesteine werden Fachbegriffe verwendet, die sich nach der Entstehung der Gesteine richten: Plutonite mit allen Korngrößen zwischen grob- und feinkörnig werden als porphyrartig, Vulkanite mit einzelnen Mineral-Einsprenglingen in einer feinen Grundmasse als porphyrisch und Metamorphite mit groben Komponenten in einer geschieferten Grundmasse als porphyroblastisch bezeichnet.
Die absolute Korngröße bezieht sich auf den Durchmesser der Minerale. Lockergesteine werden nach DIN 4022 klassifiziert, während Festgesteine nach einem etwas einfacheren Schema in feinstkörnige, feinkörnige, mittelkörnige und grobkörnige Gesteine gegliedert werden.

### Gestalt der Komponenten
Aus Schmelzen oder Lösungen kristallisierte oder durch Umkristallisation bei der Metamorphose gebildete Minerale zeigen entweder ihre charakteristische Kristalltracht und werden dann als idiomorph (eigengestaltig) bezeichnet. Andernfalls wird ihre Form vom zur Verfügung stehenden, durch Nachbarkörner begrenzten Raum bestimmt, weshalb diese Minerale dann xenomorph (fremdgestaltig) genannt werden. In Sedimentgesteinen, die durch mechanisch umgelagerte Mineralkörner aufgebaut werden, können Minerale je nach Transportweite und Härte gut gerundet, nur an den Kanten gerundet oder eckig ausgebildet sein. Daneben können auch beispielsweise Korallen, Muscheln oder Brachiopoden in solchen Mengen auftreten, dass diese Fossilien die Hauptbestandteile eines Gesteins bilden.

## Kornverband
Die Bestandteile eines Gesteins können unverbunden (→ Lockergesteine) oder fest verbunden (→ Festgesteine) sein. Bei Festgesteinen unterscheidet man zwischen mittelbarem und unmittelbarem Kornverband. Bei mittelbarem Kornverband, der sich im Wesentlichen auf Sedimentgesteine beschränkt, werden die einzelnen Körner durch ein Bindemittel verkittet. Dieses Bindemittel kann aus der gleichen Mineral-Substanz wie die Körner selbst, aus einer über Porenwasser von außen zugeführten Fremdsubstanz oder in einigen magmatischen Gesteinen aus Gesteinsglas bestehen. Bei der direkten Kristallisation von Gesteinen aus Lösungen und Schmelzen entsteht immer ein unmittelbarer Kornverband. Der Zusammenhalt des Gesteins wird einerseits durch die Verzahnung der Minerale untereinander und durch Grenzflächenkräfte zwischen den Mineraloberflächen gewährleistet.